# مسابقه انقراض
مسابقه انقراض (انگلیسی: Racing Extinction) مستندی محصول سال ۲۰۱۵ است که به موضوع انقراض هولوسن گونه‌ها به‌دلیل فعالیت‌های انسانی می‌پردازد و تلاش‌های دانشمندان، فعالان و خبرنگاران را برای مستندسازی این پدیده به تصویر می‌کشد. این اثر به کارگردانی لوئی سیهویوس، کارگردان برنده جایزه اسکار فیلم «خلیج» ساخته شده است. این فیلم نامزد دریافت جایزه اسکار بهترین ترانه اورجینال و همچنین نامزد جایزه امی برای «شایستگی استثنایی در فیلم‌سازی مستند» شده است. نخستین نمایش «مسابقه انقراض» در جشنواره فیلم ساندنس سال ۲۰۱۵ برگزار شد و پس از آن اکران محدودی در سینماها داشت. پخش جهانی آن نیز در تاریخ ۲ دسامبر ۲۰۱۵ از طریق شبکه دیسکاوری در ۲۲۰ کشور و منطقه انجام گرفت.
وبسایت رسمی فیلم، اطلاعات جامعی دربارهٔ انقراض‌های معاصر و کمپین‌های مقابله با آن ارائه می‌دهد. این مستند توسط سازمان انجمن حفاظت از اقیانوس‌ها تولید شده است.

## خلاصه داستان
موضوع اصلی فیلم، نمونه‌هایی از انقراض‌های زیستی در عصر انسان‌محور (Anthropocene) است؛ دوره‌ای که گسترش گونه انسان (هومو ساپینس) موجب بزرگ‌ترین انقراض جمعی از زمان رویداد KT، ۶۶ میلیون سال پیش، شده است. این انقراض‌ها ناشی از عوامل مختلفی از جمله تغییرات اقلیمی و شکار غیرقانونی است و فیلم به فعالیت‌های دانشمندان، عکاسان و داوطلبان برای حفاظت از گونه در خطر انقراض می‌پردازد. فیلم، عواملی همچون ازدیاد جمعیت انسان، جهانی شدن و دامپروری صنعتی را به عنوان عوامل اصلی انقراض معرفی می‌کند.
مستند به تجارت غیرقانونی حیات‌وحش نیز می‌پردازد؛ از جمله افشای یک رستوران در آمریکا که گوشت نهنگ عرضه می‌کرد (در همان روزی که لوئی سیهویوس قرار بود جایزه اسکار خود را برای فیلم «خلیج» دریافت کند) و تحقیقات پنهانی در مورد تجارت باله کوسه و آبشش ماهی manta در هنگ‌کنگ و چین که برای تهیه داروهای سنتی استفاده می‌شوند. این فیلم همچنین تلاش‌های موفق برای ثبت ماهی manta در فهرست گونه‌های تحت حمایت کنوانسیون CITES (پیوست دوم) را مستندسازی می‌کند، که منجر به توقف شکار این ماهی‌ها در روستای لاماکرا در اندونزی برای تأمین بازار چین شد.
فیلم به نمونه‌های اخیر انقراض مانند گونه‌های بایجی (دلفین آب شیرین) و پرنده هاوایی ʻōʻō اشاره می‌کند، اگرچه برخی هنوز معتقدند این گونه‌ها منقرض نشده‌اند. بحران انقراض دوزیستان، صید بی‌رویه کوسه‌ها برای تهیه سوپ باله کوسه و صید تصادفی از موارد مهم دیگری است که در فیلم مطرح شده‌اند. نمونه‌های خاص‌تر شامل انقراض قریب‌الوقوع گنجشک چمنی فلوریدا و قورباغه fringe-limbed treefrog است که آخرین فرد آن، به نام Toughie، توسط عکاس جوئل سارتور مستندسازی شده است.
تغییرات اقلیمی ناشی از انتشار گازهای گلخانه‌ای به عنوان یکی از مهم‌ترین عوامل انقراض معرفی شده‌اند، چرا که گونه‌ها قادر به سازگاری با تغییرات بی‌سابقه در دما، الگوهای آب و هوایی، شیمی اقیانوسها و ترکیب جو زمین نیستند. فیلم بر میزان تولید متان از دام‌ها، به ویژه گاوها، و همچنین متان آزاد شده از ذخایر یخ‌زده قطب شمال تمرکز دارد؛ پدیده‌ای که می‌تواند با اثر گلخانه‌ای بی‌وقفه‌ای که موجب انقراض پرمین شده بود مقایسه شود، انقراضی که ۹۵ درصد گونه‌های آن زمان را از بین برد. برای نخستین بار، انتشار دی‌اکسید کربن و متان از منابع مختلفی همچون حمل‌ونقل، دام‌ها و کارخانه‌ها با استفاده از دوربین مادون قرمز پیشرفته و فیلتر رنگی ویژه، به صورت تصویری قابل مشاهده شده است. آزمایش‌های آزمایشگاهی و مقایسه عکس‌های آرشیوی با وضعیت کنونی صخره‌های مرجانی، اسیدی شدن اقیانوس و تخریب موجودات دریایی وابسته به کربنات کلسیم را نشان می‌دهد. همچنین، تأثیر تخریب اکوسیستم‌های دریایی و زندگی در مناطق ساحلی برجسته شده است.
سازندگان فیلم با همکاری شرکت Obscura Digital، خودروی تسلا مدل S سفارشی‌ای طراحی کردند که مجهز به سیستم پروژکتور ۱۵۰۰۰ لومن است و تصاویر گونه‌های در خطر انقراض و منقرض شده را روی ساختمان‌های عمومی از جمله کارخانه‌های Shell، وال استریت، مقر سازمان ملل متحد، ساختمان امپایر استیت و واتیکان به نمایش می‌گذارد. آنها به روستای لاماکرا در اندونزی سفر کردند تا مردم محلی را متقاعد کنند از صید ماهی manta دست بردارند. این خودرو همچنین اولین خودروی جهان است که به رنگ الکترولومینسانس مجهز شده است؛ رنگی که از موجودات زیست‌تاب الهام گرفته شده و صداهای حیوانات در خطر را از طریق برنامه تحقیقاتی صوت زیستی پخش می‌کند. این کمپین با هدف افزایش آگاهی عمومی و تشویق به تغییر سبک زندگی برای حفظ گونه‌ها و تضمین بقای آنها برای نسل‌های آینده طراحی شده است که این هدف از طریق کمپین «با یک اقدام کوچک شروع کن» نیز تقویت می‌شود.
- آنتروپوسن
- کاهش جمعیت دوزیستان
- خطر انقراض ناشی از گرمایش جهانی
- رویداد انقراض هولوسن
- اسیدی شدن اقیانوس